# Козенко Василь Іванович
Василь Іванович Козенко (12 лютого 1905, місто Алчевськ, тепер Луганської області — 2 серпня 1972, місто Одеса) — радянський залізничник, начальник Одесько-Кишинівської та Уфимської залізниць.

## Життєпис
Народився в родині робітника металургійного заводу. У 1919 році почав працювати підручним ливарником заводу «Земоруд». З 1921 до жовтня 1924 року — слюсар паровозного депо станції Алчевськ.
З 1924 до вересня 1927 року навчався на робітничому факультеті Київського інституту народного господарства. У вересні 1927 — 1932 року — студент Київського інституту інженерів транспорту, інженер-експлуатаційник.
У 1932—1934 роках — начальник технічного бюро Зилівського експлуатаційного району Забайкальської залізниці. З грудня 1934 по травень 1937 року працював поїзним і старшим поїзним диспетчером Зилівського відділення руху. З травня по грудень 1937 року — заступник начальника Хилоцького відділення руху Забайкальської залізниці.
У грудні 1937 — жовтні 1938 року — заступник начальника Абдулівського відділення руху Куйбишевської залізниці. З жовтня 1938 року — начальник Уджимського відділення руху Куйбишевської залізниці.
У вересні 1939 року направлений на Український фронт, який на той час захопив територію Західної України, де очолював військово-експлуатаційне управління № 8.
У грудні 1939 — грудні 1940 року — начальник служби руху Ковельської залізниці.
Член ВКП(б) з 1940 року.
У грудні 1940 — липні 1941 року — 1-й заступник начальника Ковельської залізниці.
У жовтні 1941 — березні 1944 року — 1-й заступник начальника Куйбишевської залізниці.
У березні 1944 року призначений заступником начальника Ковельської залізниці, керував оперативною групою, яка розташовувалася в місті Сарни Рівненської області. У червні 1944 року призначений уповноваженим центрального управління перевезень ВОСО та начальником військово-експлуатаційного управління № 4 на 1-му Білоруському фронті.
З грудня 1945 по червень 1949 року — 1-й заступник начальника Приволзької залізниці.
З червня 1949 по травень 1953 року — начальник Уфимської залізниці.
У травні 1953 — січні 1956 року — 1-й заступник начальника Львівської залізниці.
У січні 1956 — травні 1968 року — начальник Одесько-Кишинівської залізниці.
З 1968 року — персональний пенсіонер союзного значення. 
Помер в Одесі 2 серпня 1972 року. Похований на Другому Християнському цвинтарі Одеси.

## Нагороди
- орден Леніна
- орден Жовтневої Революції
- орден Трудового Червоного Прапора
- два ордени Вітчизняної війни І ступеня
- орден Червоної Зірки
- Хрест Грюнвальда (Польська Народна Республіка)
- три медалі
- «Почесний залізничник»
- Почесна грамота Президії Верховної Ради Української РСР (.02.1965)